# Craig Goldman

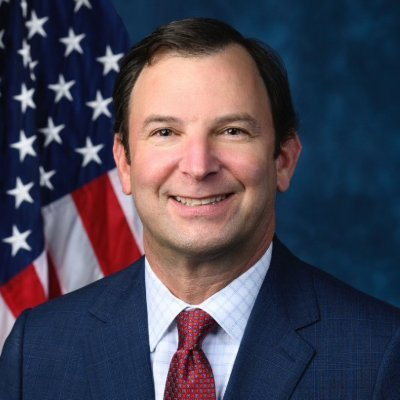
Craig Goldman (2025)

Craig A. Goldman (* 3. Oktober 1968 in Fort Worth, Texas) ist ein US-amerikanischer Politiker der Republikaner. Er war von 2013 bis 2025 Abgeordneter im Repräsentantenhaus von Texas für den 59. Wahlbezirk und wurde im November 2024 im 12. Kongresswahlbezirk von Texas in das Repräsentantenhaus der Vereinigten Staaten gewählt, dem er seit dem 3. Januar 2025 angehört. Er ist der erste jüdische Amerikaner, der in Texas in den Kongress der Vereinigten Staaten gewählt wurde.

## Leben
Craig Goldman wurde als Texaner der fünften Generation in Fort Worth geboren. Seine Familie betreibt dort einen Feinkost- und Weinvertrieb. Er studierte an der University of Texas at Austin und arbeitete dann im Familiengeschäft und als Teilhaber verschiedener Immobilienunternehmen.
Er ist Mitgründer der Tarrant County College Foundation, die Stipendien vergibt.
Er ist jüdischen Glaubens und Mitglied der Gemeinde Beth-El in Fort Worth. Die Goldmans gehören der Gemeinde seit etwa hundert Jahren an. Goldman ist aktives Mitglied und Spendensammler der Republican Jewish Coalition.

## Politik
20 Jahre beteiligte sich Craig Goldman an konservativen Wahlkampfkampagnen auf lokaler, bundesstaatlicher und nationaler Ebene, bevor er 2012 selbst in das Repräsentantenhaus von Texas gewählt wurde. Hier wurde er Vorsitzender des Texas House Energy Resources Committee und von Januar 2023 bis April 2024 als Vorsitzender des Texas House Republican Caucus der Mehrheitsführer in der Parlamentskammer.
Nachdem die Abgeordnete Kay Granger mitgeteilt hatte, dass sie nach fast 30 Jahren nicht nochmals zur Wahl zum US-Repräsentantenhaus antreten werde, kündigte Craig Goldman im November 2023 an, für ihre Nachfolge im 12. Kongresswahlbezirk zu kandidieren. Goldman war als Vorsitzender des Texas House Republican Caucus ein enger Mitarbeiter des Sprechers des Repräsentantenhauses von Texas, Dade Phelan. Er stimmte im Amtsenthebungsverfahren gegen Attorney General Ken Paxton 2023 für die Enthebung, wodurch er sich den Unmut des rechten Parteiflügels zugezog. Paxton unterstützte im Vorwahlkampf Goldmans Rivalen John O’Shea. Nachdem Goldman sich im ersten Vorwahl-Wahlgang nicht durchsetzen konnte, trat er als Establishment-Kandidat gegen O’Shea als Rechtsaußen-Kandidat in einer Stichwahl an und siegte im Mai mit 62,9 %. In der Hauptwahl in dem den Westen des Tarrant County und den Großteil des Parker County umfassenden Kongresswahlbezirk setzte sich Goldman im November 2024 mit 63,5 % gegen den Demokraten Trey Hunt durch. Mit seiner Wahl erhöhte sich die Anzahl jüdischer Republikaner im 119. Kongress der Vereinigten Staaten auf drei. Die beiden anderen sind Max Miller aus Ohio und David Kustoff aus Tennessee. Goldman ist der erste jüdische Republikaner, der in Texas in den Kongress gewählt wurde.

### Positionen
Außenpolitisch lehnt er den Isolationalismus anderer Parteifreunde ab und befürwortet die Unterstützung der Verbündeten Israel und Ukraine. Der Ukrainekrieg habe direkte Auswirkungen auf die USA. Israel müsse im Konflikt mit der Hamas bedingungslos unterstützt werden und die USA sollten kein Mitspracherecht haben, wie Israel sich verteidige.
Er ist für eine Stärkung der Grenzen und Beschränkung der Einwanderung. Er will darauf hinarbeiten, dass die von Texas zur Eindämmung der Einwanderung ausgegebenen 11 Milliarden Dollar vom Bund ersetzt werden.